# Ryszard Gieszkowski-Wolff-Plottegg
Ryszard Emilian Plotek-Wolff-Plottegg (ur. 7 sierpnia 1883 w Modarze, zm. po 1938) – pułkownik kawalerii Wojska Polskiego.

## Życiorys
Urodził się 7 sierpnia 1883 w Modarze (Czechosłowacja), w rodzinie Józefa i Natalii. Jesienią 1902 rozpoczął pełnić zawodową służbę wojskową w cesarskiej i królewskiej Armii. Został wcielony do Galicyjskiego Pułku Ułanów Cesarza Józefa II Nr 6 w Rzeszowie. W czasie służby w c. i k. Armii awansował na kolejne stopnie w korpusie oficerów kawalerii: porucznika (starszeństwo z 1 listopada 1902), nadporucznika i rotmistrza (1 listopada 1914).
18 listopada 1918 generał Bolesław Roja polecił mu zorganizować pułk ułanów Ziemi Rzeszowskiej w Rzeszowie (1 i 2 szwadron) i w Jarosławiu (3 szwadron). W grudniu tego roku oddział ten otrzymał nazwę 6 pułk ułanów Jazdy Lwowskiej. 12 kwietnia 1919 został przyjęty do Wojska Polskiego z zatwierdzeniem posiadanego stopnia rotmistrza ze starszeństwem z 1 listopada 1914 i przydzielony z dniem 1 listopada 1918 do 6 pułku ułanów.
11 czerwca 1920 roku został zatwierdzony z dniem 1 kwietnia 1920 roku w stopniu podpułkownika, w kawalerii, w grupie oficerów byłej armii austro-węgierskiej. Był wówczas zastępcą dowódcy Oficerskiej Szkoły Jazdy w Starej Wsi. W 1921 roku został przeniesiony do 26 pułku ułanów na stanowisko dowódcy. 3 maja 1922 roku został zweryfikowany w stopniu pułkownika ze starszeństwem z dniem 1 czerwca 1919 roku i 32. lokatą w korpusie oficerów jazdy (od 1924 roku – kawalerii). Obowiązki dowódcy pułku pełnił przez kolejnych sześć lat, początkowo w Lesznie, a później w Baranowiczach. 29 listopada 1927 roku został przeniesiony do kadry oficerów kawalerii i mianowany dowódcą 10 Brygady Kawalerii w Przemyślu. Z dniem 31 sierpnia 1929 roku został przeniesiony w stan spoczynku.
2 stycznia 1932 roku został członkiem Państwowej Komisji Egzaminacyjnej dla podkuwaczy koni w Katowicach. W 1934 roku pozostawał w ewidencji Powiatowej Komendy Uzupełnień Katowice. Posiadał przydział do Oficerskiej Kadry Okręgowej Nr V. Był wówczas „przewidziany do użycia w czasie wojny”. Mieszkał w Katowicach przy ul. Gliwickiej 24.

## Ordery i odznaczenia
- Złoty Krzyż Zasługi po raz drugi – 15 czerwca 1939 „za zasługi na polu podniesienia hodowli koni”[22]
- Złoty Krzyż Zasługi po raz pierwszy – 28 września 1925 „za zasługi położone przy zwalczaniu akcji dywersyjnej w województwach wschodnich”[23][24]

austro-węgierskie
- Krzyż Zasługi Wojskowej 3 klasy z dekoracją wojenną i mieczami[1]
- Srebrny Medal Zasługi Wojskowej z mieczami na wstążce Krzyża Zasługi Wojskowej[1]
- Brązowy Medal Zasługi Wojskowej z mieczami na wstążce Krzyża Zasługi Wojskowej[1]
- Krzyż Wojskowy Karola[1]
- Krzyż Jubileuszowy Wojskowy[1]
- Krzyż Pamiątkowy Mobilizacji 1912–1913[1]